# Rhyacophila valuma
Rhyacophila valuma là một loài Trichoptera trong họ Rhyacophilidae. Chúng phân bố ở miền Tân bắc.